# Проверено, нема мина
Проверено, нема мина је југословенски ратни филм први пут приказан 9. маја 1965. године. Режирали су га Јуриј Лисенко и Здравко Велимировић а сценарио је написао Предраг Голубовић.

## Радња
Радња филма се одвија непосредно након ослобођења Београда 20. октобра 1944. и приказује напоре јединице НОВЈ и Црвене армије у чишћењу града од заосталих мина.

## Улоге
| Глумац             | Улога     |
| ------------------ | --------- |
| Олга Лисенко       | Оља       |
| Бранко Плеша       | Раде      |
| Никола Поповић     | Старац    |
| Миха Балох         | Марко     |
| Боро Беговић       | Стеван    |
| Ескендир Умурзаков | Шакен     |
| Олег Анофријев     | Аљоша     |
| Хусеин Чокић       | Иве       |
| Леонид Тарабаринов | Дeмид     |
| Мија Алексић       | Преварант |
| Карло Булић        | Берберин  |
| Нада Ризнић        | Тета Зора |
| Јован Ранчић       |           |
| Бранко Хаузер      |           |
| Сергеј Анофријев   |           |

Остале улоге  ▼
| Глумац             | Улога                    |
| ------------------ | ------------------------ |
| Мотејус Валанчијус |                          |
| Миодраг Андрић     | Младић у колони          |
| Милан Босиљчић     | Партизан                 |
| Милан Лане Гутовић | Младић на улици          |
| Драгослав Илић     | Партизан који телефонира |
| Ђорђе Јовановић    | Партизан                 |
| Мило Мирановић     | Партизан                 |
| Неда Спасојевић    | Девојка у колони         |
| Мида Стевановић    | Младић у колони          |
| Златибор Стоимиров | Партизан                 |
| Душан Тадић        | Руски минер              |
| Јосиф Татић        | Младић на улици          |
| Душан Вујисић      | Стари сват на свадби     |